# 门达罗
门达罗（西班牙語：Mendaro）是西班牙巴斯克自治区吉普斯夸省的一个市镇。总面积25平方公里，总人口1444人（2001年），人口密度58人/平方公里。